# سانتي كاستيليخو
سانتي كاستيليخو (بالإسبانية: Santi Castillejo)‏ هو مدرب كرة قدم ولاعب كرة قدم إسباني في مركز الهجوم، ولد في 5 سبتمبر 1971 في بلتيرة في إسبانيا. لعب مع أوساسونا ب وأوساسونا وخيمناستيك طركونة وديبورتيفو ألافيس ونادي ريوس ديبورتيو ونادي كاستييون ونادي كونكينسي ونادي ليغانيس ونومانسيا.